# Autostrada AP-68 (Hiszpania)
Autostrada AP-68 (hiszp. Autopista AP-68), także Autopista Vasco-Aragonesa, Autostrada Baskijsko-Aragońska – autostrada w Hiszpanii przebiegająca przez teren wspólnot autonomicznych Kraj Basków, La Rioja, Nawarra i Aragonia.
Autostrada łączy Bilbao z Saragossą przez Miranda de Ebro i Logroño. Jest częścią ważnego połączenia Kraju Basków z Barceloną. Na całej swojej długości jest oznaczona również jako trasa europejska E804. Za przejazd autostradą pobierana jest opłata, a koncesjonariuszem drogi jest Abertis.